# 4-bromoanilina
La 4-bromoanilina è un'ammina aromatica.
A temperatura ambiente si presenta come un solido da bianco a giallo dall'odore caratteristico. È un composto tossico.
Industrialmente viene impiegato per la produzione di altre sostanze come reagente. La 4-bromoanilina viene usato comunemente nella preparazione del p-bromobifenile tramite la reazione di Gomberg-Bachmann.